# Loituma
Loituma är en finsk kvartett som kombinerar finsk sångtradition och musik på kantele. Loituma blev korade till årets band vid 1997 års folkmusikfestival i Kaustby i Finland.

## Historik
Loituma bildades 1989 som septett under namnet Jäykkä Leipä ('Styvt bröd') vid musikhögskolan Sibelius-akademin. I ursprungsuppsättningen ingick bl.a. Sanna Kurki-Suonio och Tellu Turkka, som senare blev medlem i Hedningarna. Anita Lehtola var tidigare även medlem i Hedningarna. Namnet Loituma kommer från Loitumasjön i östra Finland.
Gruppen har hela tiden gått sin egen väg och låtit sig influeras av många olika musikstilar i skapandet av sin egen musik. En av hörnstenarna i finsk folkmusiktradition är sången. Loituma vill spegla det finländska musikaliska arvet. Gruppens största succé är sannolikt Evas polka (finska: Ievan polkka) ur vilken ett utdrag använts för att illustrera en flash-anime som snabbt blev mycket känd på våren 2006 (vanligtvis under namnet Loituma Girl, Leekspin eller Holly Dolly) på internet. Därefter har det gjorts flera dance/techno remixar av artister som bland annat Basshunter och DJ Satomi.

## Medlemmar
- Sari Kauranen - kantele, sång
- Anita Lehtola-Tollin - sång, femsträngad kantele
- Timo Väänänen - kantele, sång
- Hanni-Mari Autere - sång, fiol, femsträngad kantele, altblockflöjt, basfiol och lapptrumma

## Diskografi
- Loituma (i Finland 1995) / Things of Beauty (i USA 1998)
- Kuutamolla (i Finland 1998) / In the Moonlight (i USA 1999)